# Puget-Ville
Puget-Ville är en kommun i departementet Var i regionen Provence-Alpes-Côte d'Azur i sydöstra Frankrike. Kommunen ligger i kantonen Cuers som tillhör arrondissementet Toulon. År 2022 hade Puget-Ville 4 568 invånare.

## Befolkningsutveckling
Antalet invånare i kommunen Puget-Ville
| Referens: INSEE |